# Calligrapha confluens
Calligrapha confluens är en skalbaggsart som beskrevs av Schaeffer 1928. Calligrapha confluens ingår i släktet Calligrapha och familjen bladbaggar. Inga underarter finns listade i Catalogue of Life.